# 二瓶次郎
二瓶 次郎（にへい じろう、1971年3月9日 - ）は、スウェーデン・ストックホルム出身の元アイスホッケー選手である。ハンドはレフト。ポジションはGK。日本国籍。双子の兄である太郎もアイスホッケー選手。173cm、75kg。

## 経歴
ワスランド高校卒業後に来日し、コクドに入団。
1998年の長野オリンピックに日本代表として出場。シーズン後、北米のマイナーリーグであるECHLでプレー。
その後は母国でのプレーを経て、2002年にはコクドに復帰。
2003年、兄とともに日本製紙クレインズに移籍。